# IPKG
El iPKG es un sistema de gestión de paquetes muy ligero. Fue diseñado para las instalaciones de Linux con severas limitaciones de almacenamiento, tales como dispositivos de mano o PDAs. El iPKG es más que un constructor de imágenes Flash con Linux embebido, (aunque lo hace bastante bien). También permite la instalación/borrado de paquetes en un sistema.
iPKG es utilizado en sistemas como Unslung, OpenWrt, Openmoko o Gumstix.
La versión utilizada en Openmoko es llamada Opkg. Esta es una bifurcación actualmente en desarrollo activo de ipkg.

## Características
- El control de los programas es pequeño, (actualmente sobre 13kB).
- Los metadatos instalados intentan ser los esenciales, (actualmente sobre 38kB para una distribución Flash comprimida en iPAQ 16MB).
- Los paquetes disponibles son pequeños. (La idea es que el árbol del paquete sea tan fino como sea posible. Mucho de esto todavía necesita un cierto trabajo).